# Pięciu (zespół muzyczny)
Pięciu – polski zespół wokalno-instrumentalny powstały jesienią 1967 roku w Warszawie na bazie formacji Leniuchy (1965–1967). Działał przy klubie studenckim Stodoła.

## Historia
Pierwszy, amatorski skład zespołu tworzyli: Tadeusz Trzciński (śpiew, harmonijka ustna), Jan Goethel (lider; gitara), Mirosław Męczyński (gitara, śpiew), Aleksander Bem (perkusja). Późną jesienią 1967 roku dołączył basista Robert Świercz.
W 1967 roku zespołowi przyznano kategorię pierwszą podczas grudniowych weryfikacji studenckich zespołów, co sprawiło, że stał się popularny. W podsumowaniu roku plebiscytu Jazzu, w kategorii Talent Roku grupa Pięciu zajęła 10 miejsce. W efekcie muzykami zaczęły interesować się bardziej renomowane zespoły. Pierwsi odeszli: Męczyński, Bem i Świercz. Miejsca dwóch ostatnich zajęli: Bogdan Gorbaczyński (gitara basowa) i Włodzimierz Gromek (perkusja).
W kwietniu 1968 roku grupa wzięła udział w II Musicoramie, gdzie odniosła sukces prezentując własną wersję Mayallowskiego All Your Love (Moja miłość to miłość od pierwszego wejrzenia), zaś w listopadzie wystąpiła w Częstochowie na II Ogólnopolskim Festiwalu Muzyki Młodzieżowej, gdzie zdobyła 2. miejsce. Skład zespołu zaczął się zmieniać i współtworzyli go wówczas: Mirosław Lasoń (gitara), Cezary Szlązak (ex- Warszawskie Kuranty; saksofon tenorowy), a nieco później także Zygmunt Smogorzewski (saksofon tenorowy), Krzysztof Dłutowski (organy) i Daniel Kłosek (śpiew).
Od tego czasu zespół występował w siedmioosobowym składzie. Dzięki wzbogaceniu brzmienia, przede wszystkim o sekcję instrumentów dętych Pięciu rozszerzyli swoje muzyczne zainteresowania o murzyński soul, w efekcie zyskując popularność także poza stolicą. Wówczas to dokonali swych pierwszych nagrań dla Młodzieżowego Studia „Rytm” (dwie udane kompozycje Szlązaka: Skąd wiesz i Nie mamy czasu) i wzięli udział w koncercie Popołudnie z młodością w ramach VII KFPP w Opolu.
W lipcu 1969 roku na II Młodzieżowym Festiwalu Muzycznym w Rybniku i Chorzowie grupa wywalczyła 3. miejsce, a podczas festiwalu towarzyszyła na scenie indonezyjskiej wokalistce z Holandii Mariolaine i Waldemarowi Koconiowi (laureat 2 nagrody). 22 września 1969 r. utwór, pt. Skąd wiesz został "Radiową Piosenką Tygodnia", a Sztandar Młodych wydrukował nuty i tekst piosenki. Na początku października odszedł Szlązak. Powodem jego odejścia była różnica zdań na temat zakupu nowej aparatury wokalnej Sound City od Czesława Niemena (saksofonista chciał ją kupić, na co zespół się nie zgodził).

To był zespół w którym muzycy nabierali doświadczenia, ale nie zawsze mogli realizować to, co sobie zaplanowali. Zmiany gitarzystów? To działo się naturalnie i nikomu nie przeszkadzało. Ale Tadzio Trzciński nie podobał się decydentom od nagrań i płyt, oni woleli głosy Kłoska i Koconia, więc ich zespołowi narzucali. To słychać w nagraniach (choćby Topiel), to widać w braku tych nagrań (ledwie pięć tytułów! – przyp. Dariusz Michalski), a przecież Pięciu, jak na warunki klubowego, warszawskiego rock and rolla to była supergrupa. I to w każdym swoim składzie

W grudniu 1969 roku formacja występowała w Stodole i uzyskała wówczas status grupy zawodowej. Zespół występował w nowym składzie, który tworzyli: Trzciński, Gorbaczyński, Dłutowski, Gromek i Dariusz Kozakiewicz (ex- Fatum; gitara). Repertuar grupy został wzbogacony m.in. o kompozycje Kozakiewicza (Śni mi się sen, Kiedy rzeką płynie kra) nagrane i lansowane przez Rozgłośnię Harcerską, lecz gitarzysta nie zagrzał zbyt długo miejsca w zespole. Zauważony przez Tadeusza Nalepę, pod koniec 1970 roku znalazł się w składzie grupy Breakout, Smogorzewski zaś dołączył do Grupy X.
Na początku 1971 roku formacja wzięła udział w Beat-Session w warszawskim Klubie Medyków, a w lutym tego samego roku Tadeusza Trzcińskiego (również dołączył do Breakoutu) na krótko zastąpił Piotr Miks. Nowym gitarzystą został Jacek Zajączkowski, a wokalistą po odejściu Miksa Romuald Czystaw. Z tymi muzykami grupa kontynuowała działalność przez kilka miesięcy. Frontmanem Pięciu przez dłuższy czas był Bogdan Gorbaczyński, który ma na swym koncie także rolę aktorską. W 1971 roku basista wystąpił w filmie krótkometrażowym Cierpienia młodego Wertera (reż. Tomasz Zygadło).
Recenzenci miesięcznika Jazz zauważyli wówczas, że w tym składzie Pięciu grają własną, niewygładzoną, niegrzeczną muzykę – czysty, nowoczesny rock, zaś R. Czystaw to głos o fascynującej barwie. Kiedy jednak wiosną 1971 roku odeszli: Bogdan Gorbaczyński (do Testu), Krzysztof Dłutowski (do Klanu) i Włodzimierz Gromek (do zespołu Stana Borysa), zespół uległ rozwiązaniu.
24 maja 1996 roku reaktywowana grupa Pięciu wystąpiła w klubie Stodoła podczas koncertu, zatytułowanego Warszawski rock and roll lat 60. Z brzytwą na poziomki (został udokumentowany na płycie, pt. Warszawski Rock & Roll. Live in Concert) i w Centrum Łowicka (1997).

## Dyskografia
Albumy
Kompilacje
- Przeboje Non Stop (LP, Muza XL-0624): Topiel (w składzie: D. Kłosek – śpiew; M. Lasoń – gitara; B. Gorbaczyński – gitara basowa; K. Dłutowski – organy; W. Gromek – perkusja; C. Szlązak – saksofon; Z. Smogorzewski – saksofon) (1969)

Nagrania radiowe
1969:
- Nie mamy czasu, Skąd wiesz (D. Kłosek – śpiew), Topiel (D. Kłosek – śpiew);

1970:
- Sni mi się sen, Kiedy rzeką płynie kra.